# اسلام‌آباد (بختاجرد)
اسلام‌آباد، روستایی از توابع بخش مرکزی شهرستان داراب در استان فارس ایران است.

## جمعیت
این روستا در دهستان بختاجرد قرار دارد و براساس سرشماری مرکز آمار ایران در سال ۱۳۹۵ جمعیت آن۱۳۰۰ نفر (۳۰۰ خانوار) بوده‌است.
روستایی اسلام‌آباد با نام محلی ساختمان احمدلو یا ساختمان گرامی خان شناخته می‌شود.
این روستا از طرف شمال شرقی با روستای بختاجرد و از طرف جنوب غربی با روستای تیزاب همسایه است. فاصله این روستا تا مرکز شهر داراب حدود ۱۴ کیلومتر است.